# Fourgon-générateur

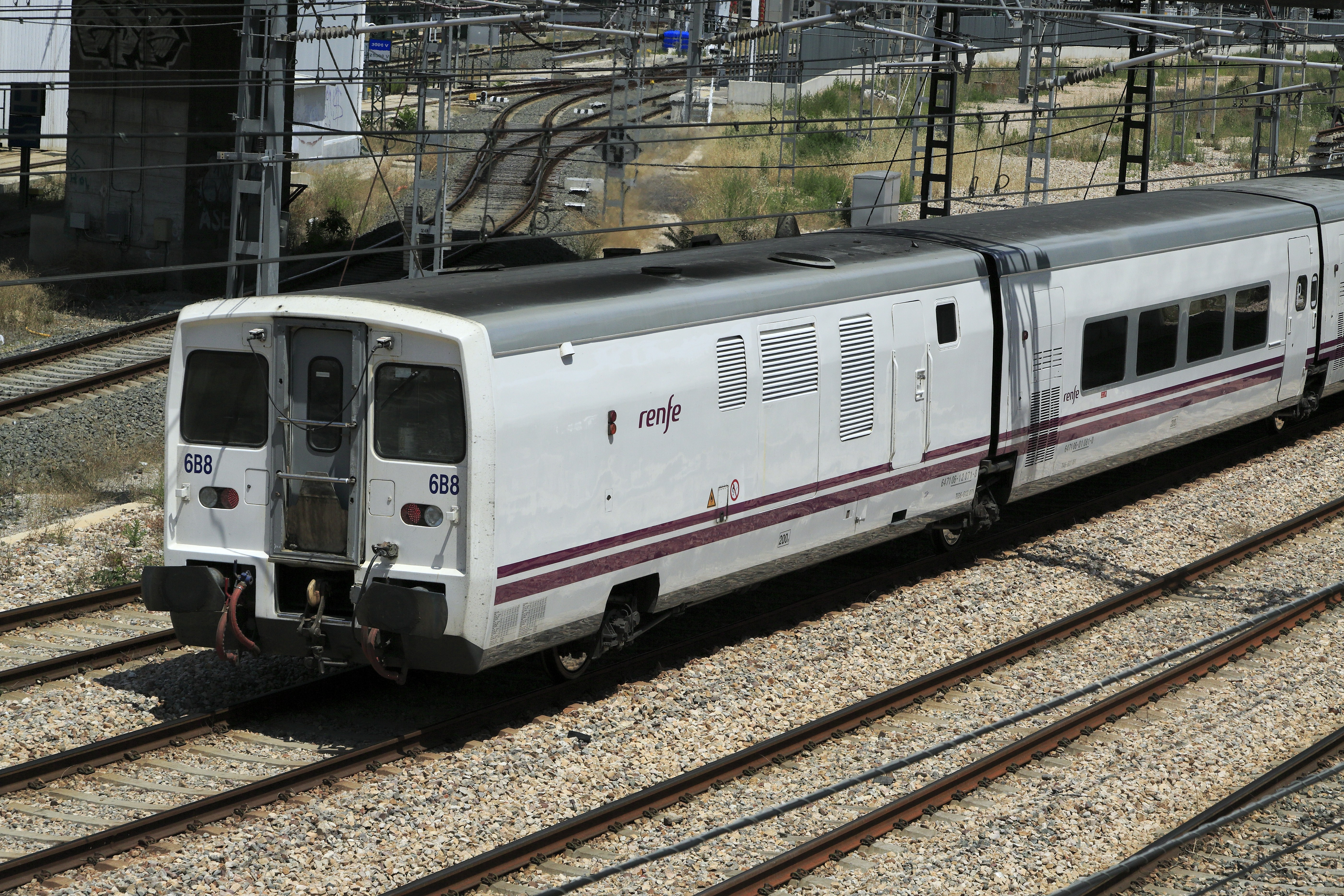
Fourgon-générateur Talgo 6.

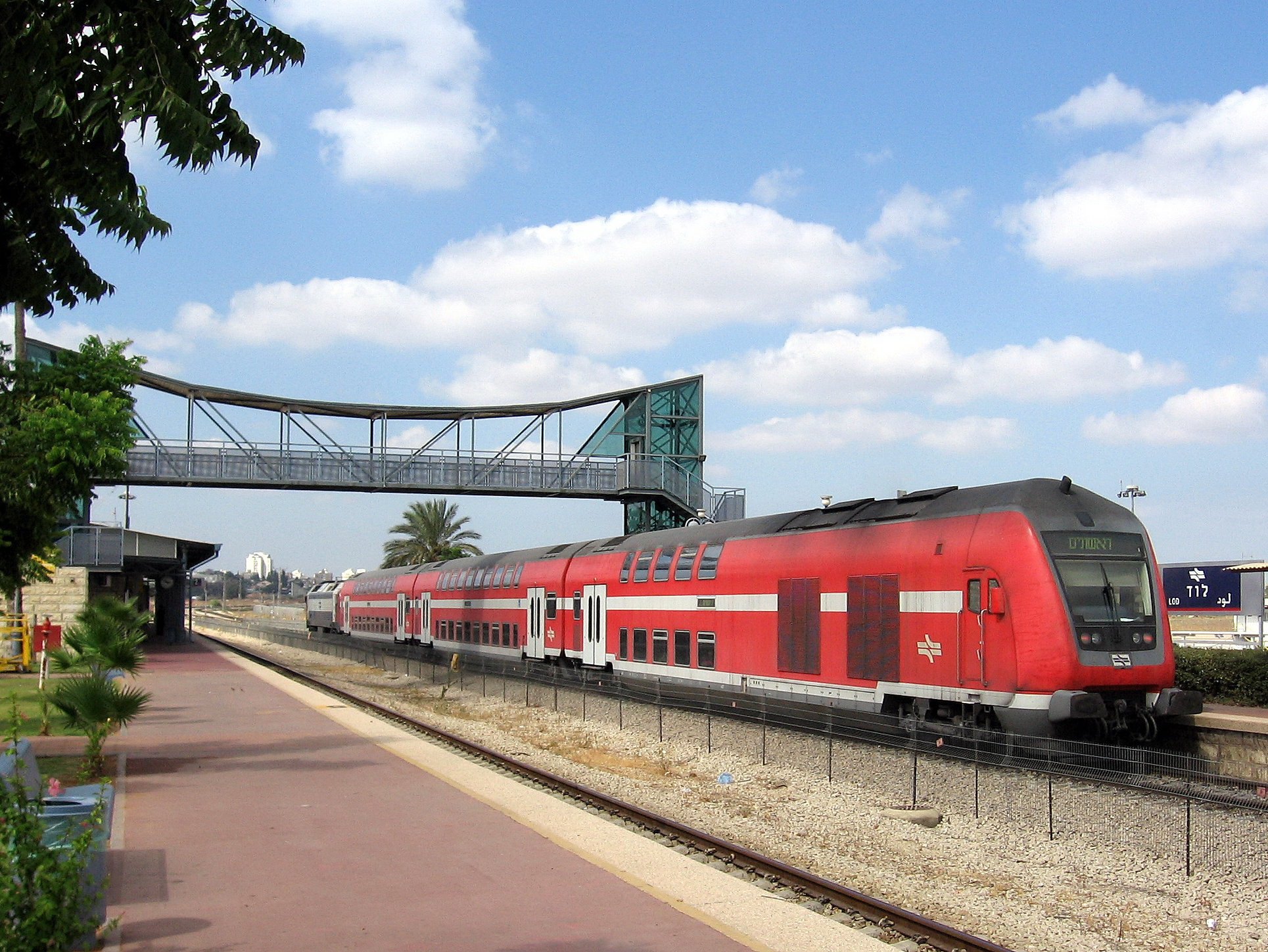
Fourgon-générateur mixte Bombardier (Israël).

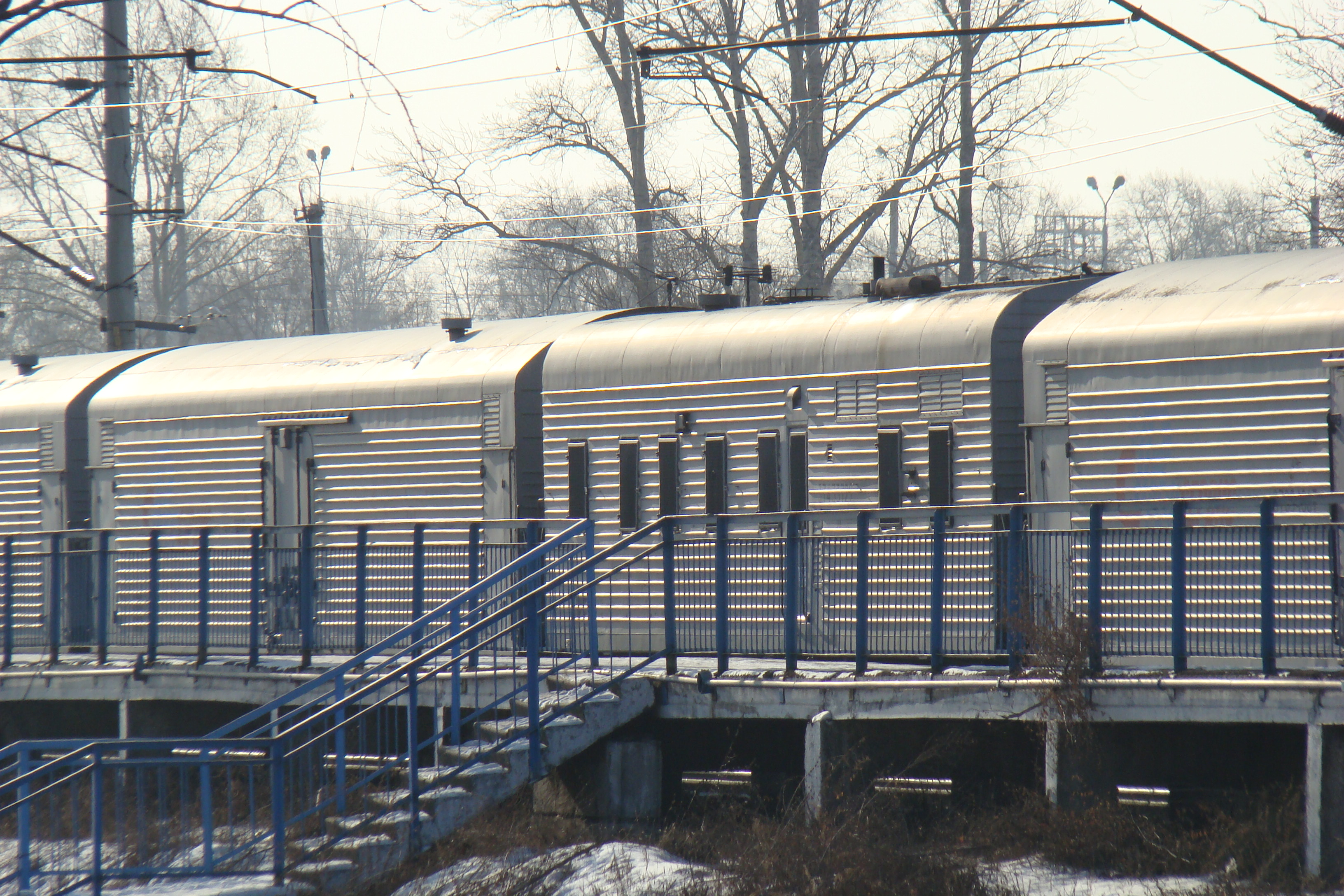
Fourgon-générateur dans le cadre d'un train frigorifique.

Un fourgon-générateur est un véhicule ferroviaire d'accompagnement généralement chargé de délivrer l'énergie électrique nécessaire au fonctionnement des voitures du train. Dans la rame automotrice bimode Renfe série 730, les fourgons-générateur assurent également l'alimentation électrique des motrices sur les tronçons de voie non électrifiés.

## Description

### Fourgon-générateur alimentant la ligne de train
Les fourgons générateurs disposent d'un groupe électrogène de forte puissance. Ils permettent d'alimenter en énergie électrique les voitures passagers d'un train circulant sous différentes tensions comme les TEE.
Le système des fourgons générateurs SNCB, RENFE, et FS, fonctionne à la manière d'un alternateur automobile : production de courant alternatif triphasé, puis redressement immédiat triphasé/continu. La différence se trouve au niveau des tensions, de la puissance apparente de l'alternateur, du courant d'excitation (produit par la batterie pour l'automobile, et, par une excitatrice pour l'alternateur du fourgon générateur).
L'alternateur automobile change perpétuellement de régime de rotation, alors que celui du fourgon générateur, est constante (1500 ou 1800 tr/min suivant la conception du groupe électrogène).

#### En France
À la SNCF, le Dx 455, qui était un élément de secours pour les voitures TEE PBA, Mistral 69 et Grand Confort. Le groupe électrogène étant identique à ceux installés dans les voitures TEE mixtes fourgon et voyageurs. La puissance du générateur était phénoménale : 580 kVA, pour un cosinus phi de 0,9, délivrant 380 V triphasé (en couplage étoile) et 660 V triphasé, sans neutre (en couplage triangle). Ce véhicule a été radié, ainsi que les autres Dx, en 1987 avec la fin des TEE, les autres fourgons générateurs mixtes suffisaient amplement (la partie voyageurs a été, du même coup, considérée comme 2e classe). Le groupe électrogène était constitué d'un moteur Diesel Poyaud, accouplé à un alternateur triphasé (caractéristiques électrotechniques, voir plus haut), de marque Leroy Somer. La solution du fourgon générateur avait été choisie en 1956, sur les premières voitures DEV Inox à être climatisées. En 1954, un essai avait été entrepris sur deux voitures-bar inox, via la génératrice entrainée par les essieux du bogie, mais cet essai n'avait pas été concluant. Alors la SNCF fit une transformation de quatre anciens fourgons-chaudière d'origine PO, en remplaçant la chaudière par un groupe électrogène, formé de deux moteurs Diesel Poyaud, et d'un alternateur Gramme délivrant 600 volts triphasé. En temps normal, un des deux moteurs thermiques était couplé avec l'alternateur, le 2e moteur était couplé en cas de renfort de puissance, avec un embrayage TWIN-DISC. Ce système avait été mis en place en 1956, sur le train-phare du Sud est de la France, le Mistral. Renumérotés Dx 451,à DX 454. En 1960, un 5e fourgon, le Dx 455 est rajouté. Il ne possède qu'un seul moteur Diesel, au lieu de 2, délivrant d'abord du 600 volts triphasé. Il sera modifié pour le 660 volts, afin d'alimenter les voitures plus modernes mentionnées plus haut. Cette solution permettait de s'affranchir de la ligne de train UIC sortant de la locomotive, en cas de changement de traction (en général électrique, excepté le TEE Arbalète tracté par une CC 72000, au départ de la gare de Paris Est). Ce véhicule devait se placer obligatoirement à une extrémité du train afin de pouvoir être facilement remplacé par un autre en réserve, en cas de panne du groupe électrogène (panne du Diesel, de l'alternateur, de l'excitatrice, etc.). Pour des raisons environnementales, les fourgons générateurs de ces trains (fourgons purs, ou mixtes/voyageurs, devaient être orientés côté province, au départ de Paris, derrière la locomotive. Avec, normalement, la partie service orientée côté locomotive. Cependant, lorsque la formation des trains dans les garages parisiens (Conflans, Villeneuve Prairie, Massena, etc.) était urgente, il n'était pas rare de trouver la voiture mixte Fourgon-générateur/voyageurs, attelée à l'envers derrière la machine, ce qui ne provoquait aucun incident électrique, mais était plus gênant commercialement avec le statut TEE, car les voyageurs se trouvant dans la partie passager et devant prendre un repas à la voiture restaurant du train, devaient passer à côté du générateur tournant à 1 500 tr/min, ce qui faisait un peu désordre pour ce voyageur ayant acquitté le supplément spécial TEE (1re classe uniquement). Lors de la conversion de ce matériel aux 2 classes, et suppression totale de toute condition d'emprunt (ex : si ce matériel était utilisé pour un train ordinaire des 2 classes), la présence de la voiture mixte Fourgon-générateur/voyageurs (considérée comme 2e classe), attelée à l'envers, n'avait plus aucune importance. Par la suite, certaines voitures TEE Mistral 56 étaient rajoutées sur des rames Mistral 69, ou Grand Confort (ex: TEE Stanislas / Kleber), alimentées en 600 Volts triphasé, contre 660 Volts triphasé pour Mistral 69, ou Grand Confort, ces véhicules étaient toujours attelés à l'opposé du fourgon générateur, afin que la rame principale 660 volts établisse une chute de tension de 60 volts en moins, pour les voitures Mistral 56.

#### En Belgique
La SNCB avait également transformé des fourgons anciens (construits vers 1935) en fourgons générateurs produisant du 3 000 V continu, grâce à un alternateur triphasé ainsi qu'un redresseur triphasé-continu. Ce véhicule permettait d'alimenter des voitures climatisées RIC, tractées par une locomotive n'ayant pas de prise haute tension pour le chauffage. Ainsi, de cette manière, on a pu voir une locomotive diesel belge, sans chauffage électrique, tracter un rapide international composé totalement de voitures CORAIL de la SNCF ! Le moteur Diesel couplé à l'alternateur provenait d'anciens autorails démolis. Lorsque le groupe électrogène de ce fourgon tournait,et que l'excitatrice de l'alternateur délivrait son courant d'excitation à la roue polaire, des lampes témoin étaient allumées sur le véhicule, signifiant que l'alternateur fournissait sa tension proche de 3 000 V sur 3 phases, que le redresseur sec triphasé/continu était sous tension, et que le 3 000 V continu était présent sur la ligne de train UIC, alimentant le chauffage, la climatisation, ainsi que des installations particulières, comme celle des voitures-restaurant (ou wagons-restaurant, appelés ainsi en Belgique francophone).

#### En Allemagne

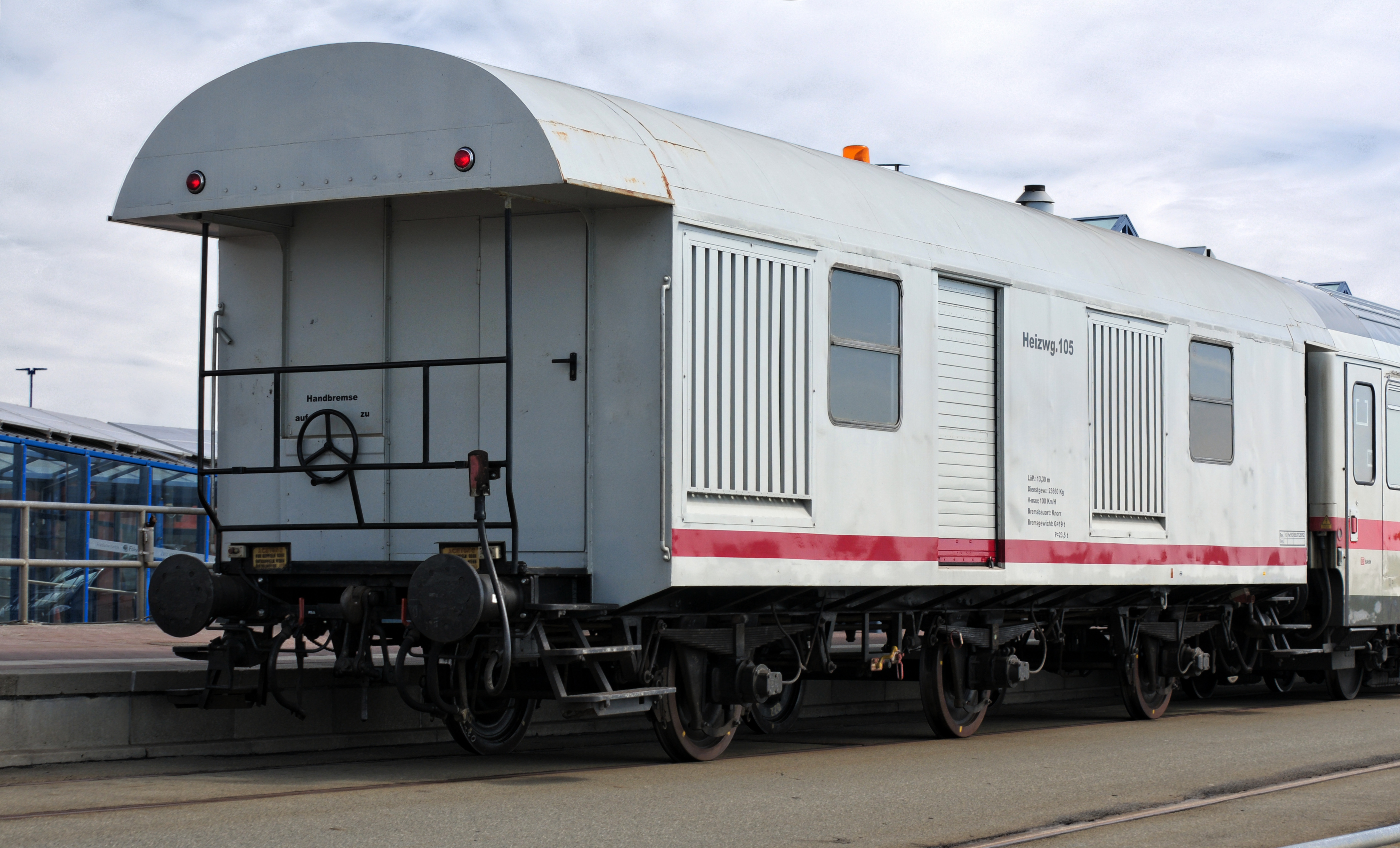
Fourgon-générateur en Allemagne.

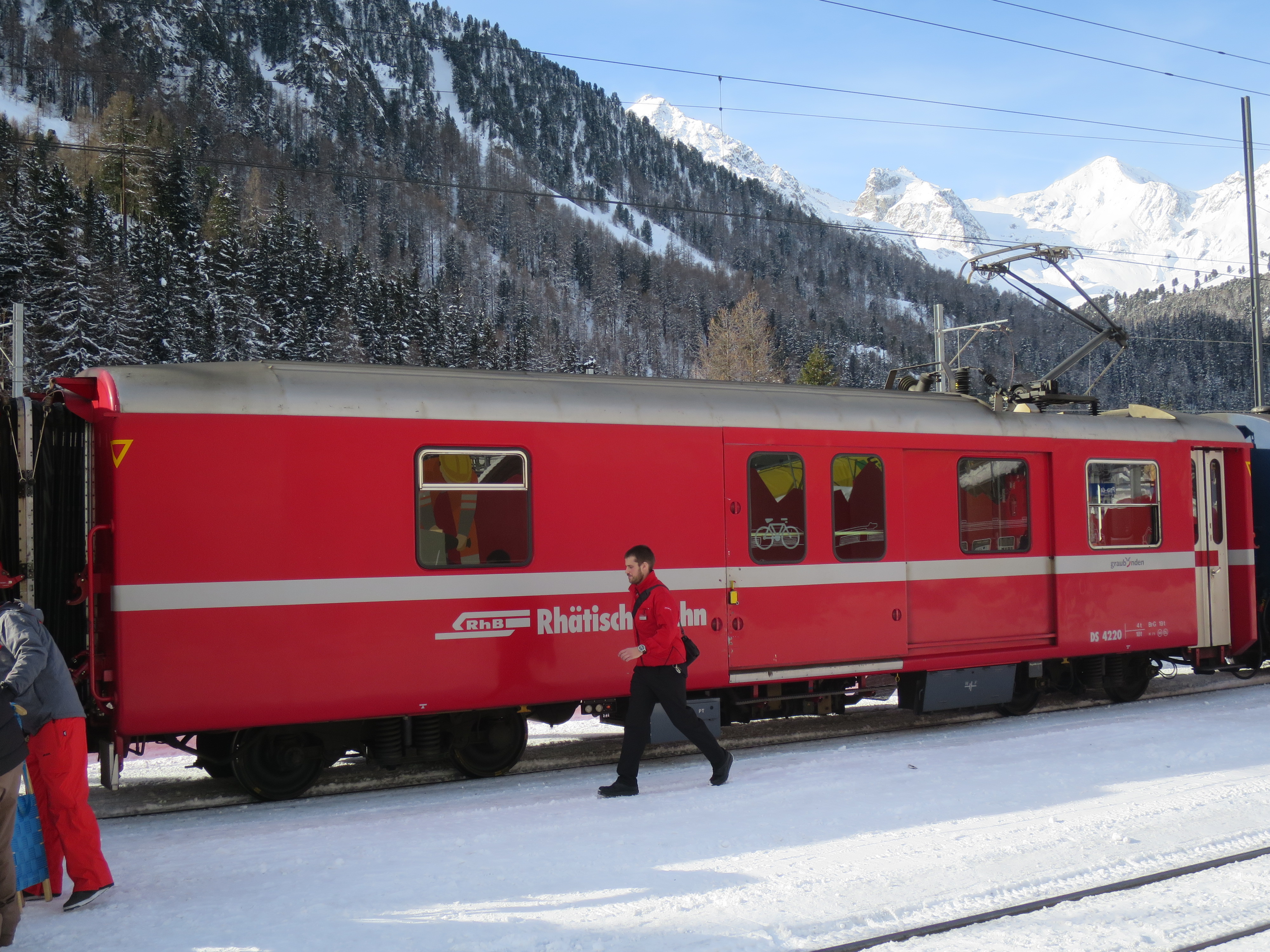
Fourgon-transformateur avec pantographe en Suisse.

En Allemagne, un transporteur ferroviaire de voyageurs a transformé un petit wagon à essieux en wagon générateur (Energie Wagen) ; il délivre une tension de 1 000 V alternatif à basse fréquence. Il a servi à alimenter en énergie des voitures climatisées ultra modernes de la DB, tractées par une locomotive à vapeur, dans le nord de l'Allemagne ! Un tel véhicule existe aussi sur le train Rheingold express (train touristique utilisant le matériel historique de ce train reliant autrefois Amsterdam à Bâle). Appelé Dmk, il sert de fourgon, de vestiaire pour le personnel et est pourvu d'un groupe électrogène produisant du 1000 volts alternatif 50 Hz avec une vitesse de rotation de 1 500 tours par minute, pour alimenter la climatisation et les voitures restaurants, lorsque le train est remorque par une locomotive à vapeur ou une locomotive diesel historique DB, non équipé de branchement de ligne de train UIC ou de générateur 1000 volts alternatif à basse fréquence. Ce fourgon générateur est prêté aux CFF afin d'assurer des trains spéciaux Rail Event entre Bâle et Anvers. Le train est composé de 6 voitures suisses :
- 3 voitures RIC de 1re classe,
- 3 voitures-restaurant (2 d'origine DB, et l'autre, plus récente, d'origine CFF, appelées " Prestige Continental Express " avec un WR ex DB avec pantographe, ainsi qu'un WR SBB CFF, également, avec pantographe)

Du fait de la présence de 2 des 3 voitures-restaurant, alimentables uniquement en 1000 volts alternatif, la conduite de chauffage/climatisation est alimentée à cette tension par le fourgon Dmk appartenant à un opérateur privé de trains croisières Allemand Rheingold ( FEK), hors réseaux électrifiés en 15 000 V 16,67 Hz, car la locomotive Belge est pourvue d'une alimentation 3000 Volts continu pour le chauffage, ce qui interdit d'alimenter le chauffage/climatisation de ce train par la locomotive.

#### Au Maroc
Le principe du fourgon générateur est utilisé par les chemins de fer marocains (ONCF), car toutes les voitures de voyageurs, de type Corail, sont climatisées. Sur le réseau SNCF, la ligne de train (pour les voitures climatisées), est de 380 volts, produits par l'alternateur triphasé du fourgon-générateur.

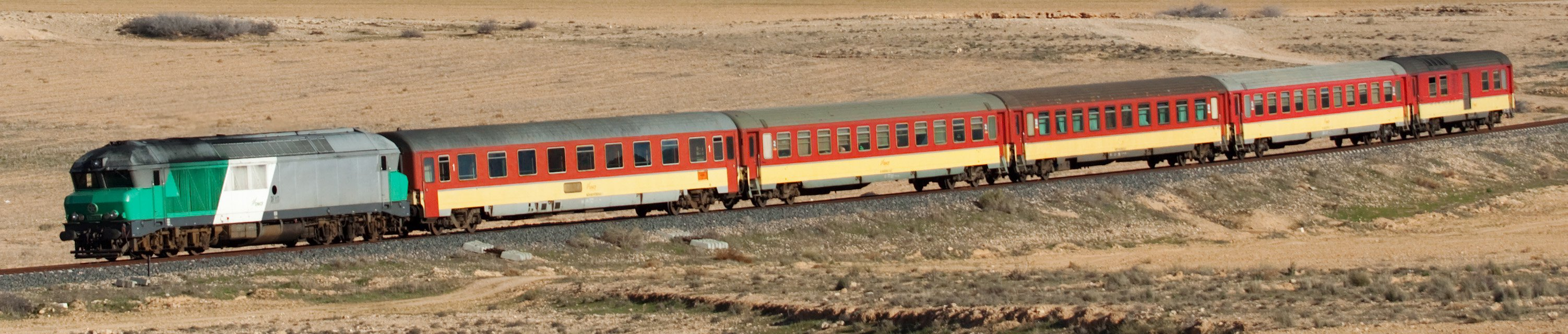
Train marocain composé d'anciens matériels, SNCF CC 72000 Fret près de Taourirt avec voitures Corail climatisées et fourgon-générateur à l'arrière.

##### Espagne et Italie

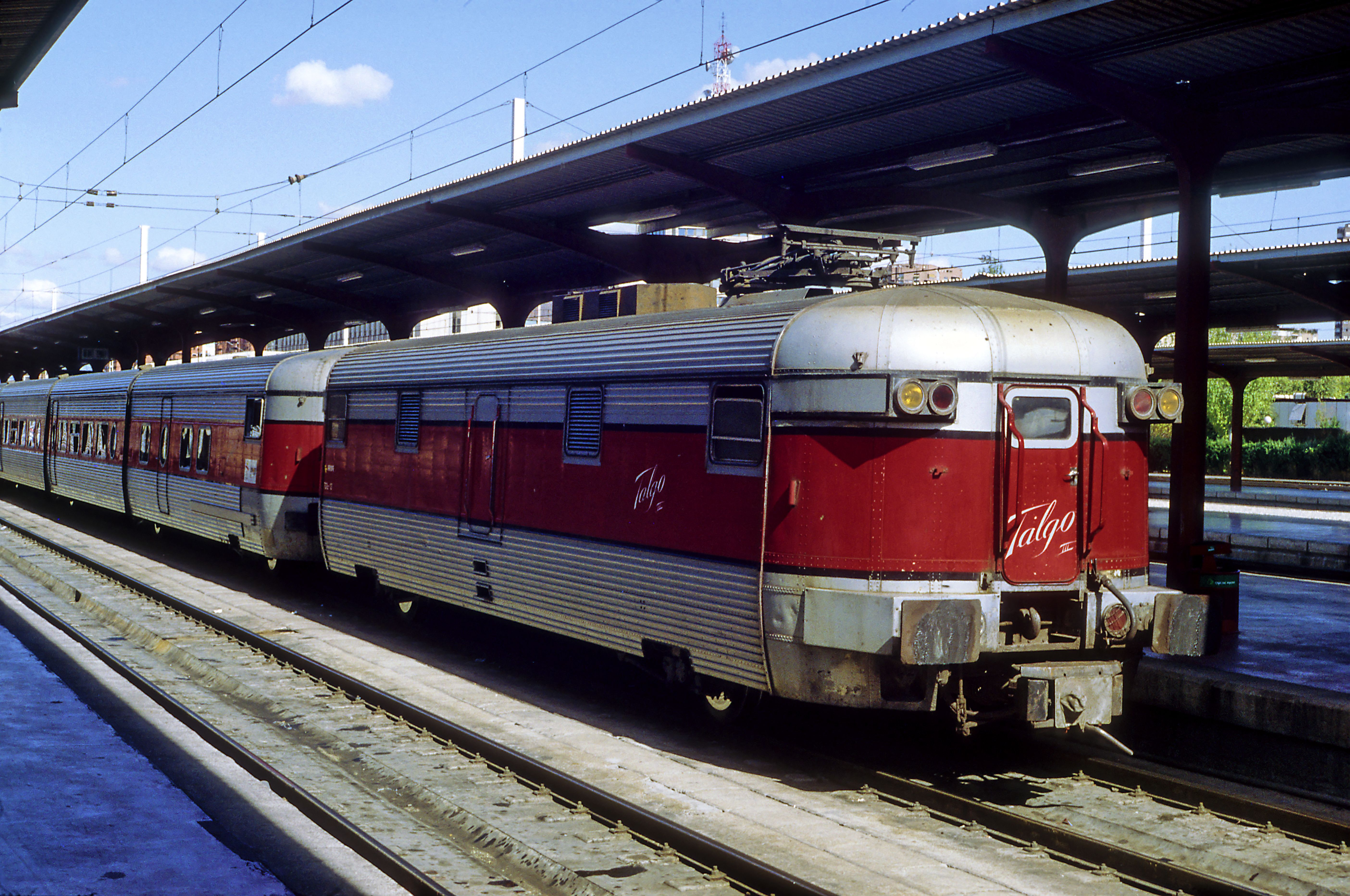
Fourgon-générateur Talgo III avec pantographe.

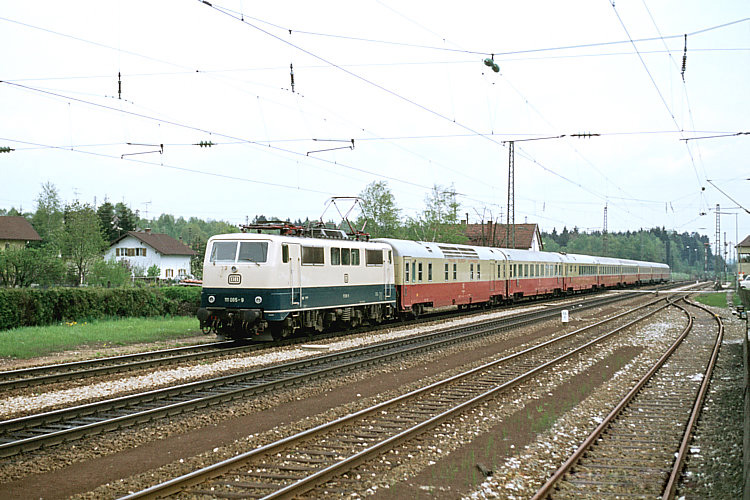
Fourgon générateur TEE des FS.

Les FS et la RENFE, possèdent également, des fourgons générateurs produisant du 3 000 V continu.
Les groupes électrogènes montés dans les fourgons-générateurs RENFE et FS tournent à 1 800 tr/min, ce qui produit du 60 Hz à la sortie de l'alternateur, mais, immédiatement redressé. Toujours sur la RENFE, certains fourgons ont un pantographe monté sur le toit pour l'alimentation de la ligne de train en l'absence de locomotive (convertisseur rotatif continu-triphasé dans le fourgon TALGO) ou alimentation directe de la ligne de train 3 000 V sur l'« Al Andalus Expresso », secondant un fourgon générateur autonome pour les lignes non électrifiées. D'autres servent pour le chauffage, et alimentent le train via un pantographe, même en roulant (ex RhB Grisons, Suisse). Une voiture de voyageurs modifiée comportant un pantographe pour alimenter la conduite de chauffage, a existé également en Suisse, sur la desserte Genève-La Plaine, en 1 500 volts continu (train de substitution, aujourd'hui disparu), ainsi que sur la ligne LLB à crémaillère de Loèche-les-Bains (démontée en 1967, et remplacée définitivement par bus), en Valais.

### Fourgon-générateur alimentant les moteurs de traction

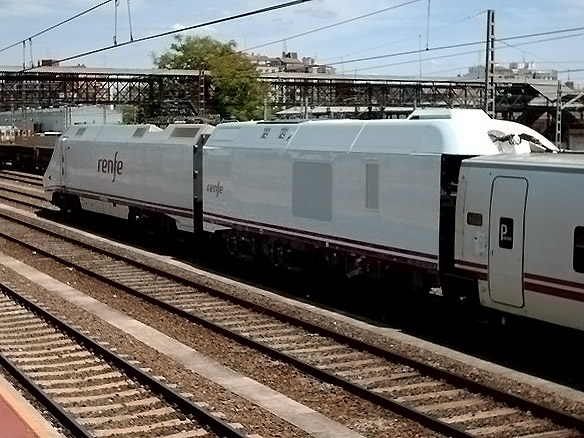
Le fourgon-générateur de la rame Talgo série 730 est ce véhicule non moteur placé derrière les motrices dont il assure l'alimentation électrique. Il fait partie intégrante de la rame indéformable remorquée.

La rame automotrice bimode à grande vitesse Renfe série 730 recourt à des fourgons-générateur pour l'alimentation électrique des moteurs de traction des motrices sur les tronçons de voie non électrifiés. Ces véhicules non moteur font partie intégrante de la rame articulée Talgo.

## Modélisme
Le fourgon-générateur Dsmyfi (Dx 59001-59005 ; 4 en 1956 + 1 en 1960) alimentait les trains Mistral 1956. Il a été modélisé en HO par VB et LS Models.